# Douglas A-4
Die Douglas A-4 Skyhawk ist ein einstrahliges Kampfflugzeug aus US-amerikanischer Produktion. Die Skyhawk war als preiswerter Jagdbomber für den Einsatz auf Flugzeugträgern konzipiert.

## Konstruktion
Als der Konstrukteur Ed Heinemann die A-4 vorstellte, sagten ihm viele Experten, dass dieses Flugzeug scheitern werde, da es zu klein und zu leicht sei: der Entwurf wog nur 2,5 Tonnen. Nach dem Erstflug am 22. Juni 1954 zeigte sich jedoch ein anderes Bild: Von diesem Flugzeugtyp wurden 2960 Exemplare gebaut (davon waren 555 Stück zweisitzige Schulflugzeuge). Als eines von ganz wenigen Flugzeugträgermustern hatte die A-4 keine klappbaren Flächen, da ihre Spannweite klein genug für den Deckaufzug war. Mit der Auslegung als preiswertes Luftnahunterstützungsflugzeug wollte man auf ein Radargerät verzichten. Obwohl als Jagdbomber konzipiert, kann die Skyhawk sich dank Wendigkeit, Maschinenkanonen und IR-Lenkflugkörpern gegen Abfangjäger zur Wehr setzen. Mit dem Verzicht auf ein Bugradar konnte die Silhouette schlank und kurz gehalten werden. Die Bekämpfung von Bodenzielen erfolgte entweder auf Sicht oder blind mittels Abwurf nach Angaben des Waffenleitrechners im HUD. Spätere Varianten wurden mit Selbstschutzsystemen wie Radarwarngeräten kombiniert mit Täuschkörperwerfern ausgestattet. In der A-4M wurden in der Nase Laserziel-Beleuchtungseinheiten verwendet. Das letzte Exemplar lief am 27. Februar 1979 vom Fließband.
Alle A-4 (außer den Zweisitzern) besitzen ab dem zwölften Produktionsjahr (1966) den typischen „Kamelhöcker“ hinter dem Cockpit, der weitere Allwetter-Navigations- und Feuerleitsysteme enthält.

## Einsatz
Argentinien

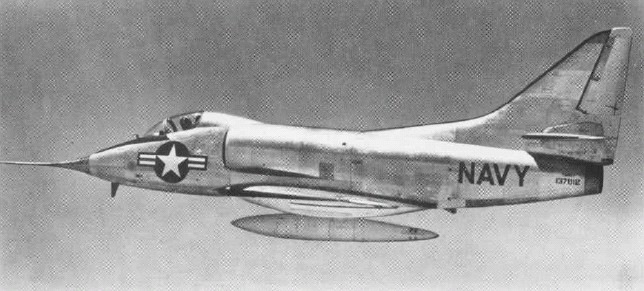
Der Prototyp XA4D-1

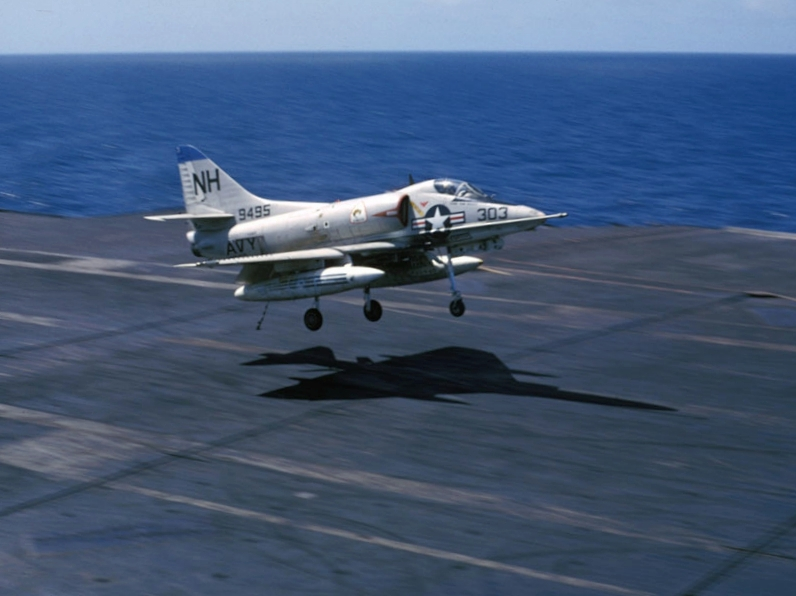
Eine A-4C der VA-113 landet 1966 vor Vietnam auf dem Flugzeugträger Kitty Hawk

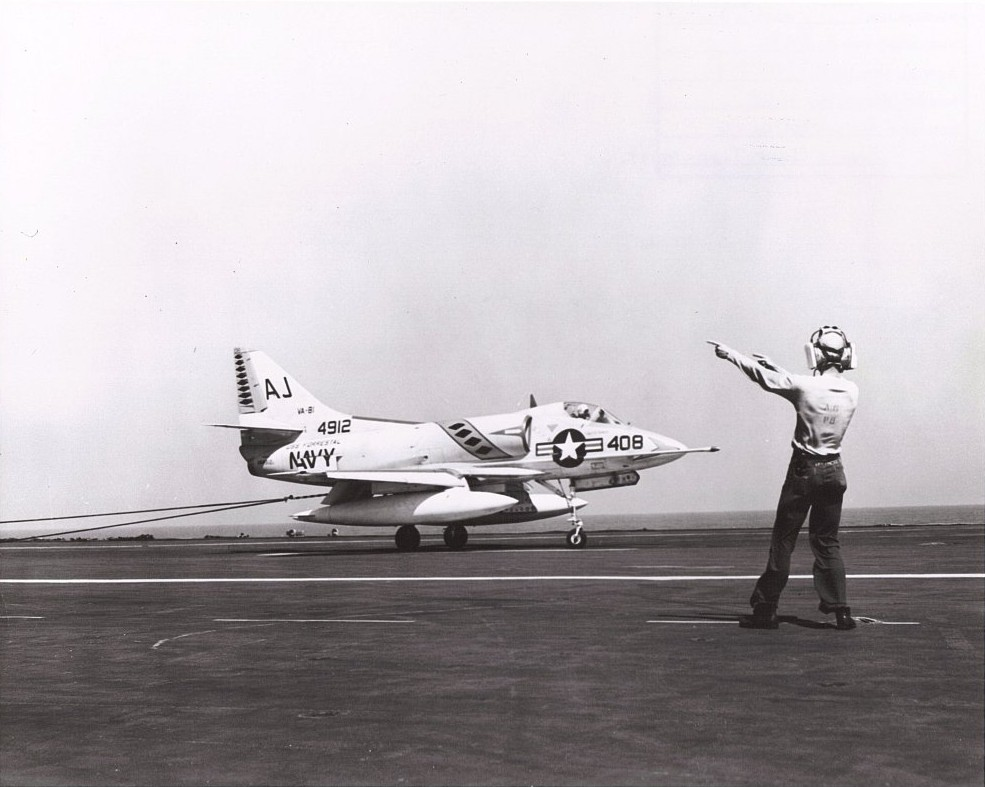
Eine A4D-2 landet auf dem Träger Forrestal

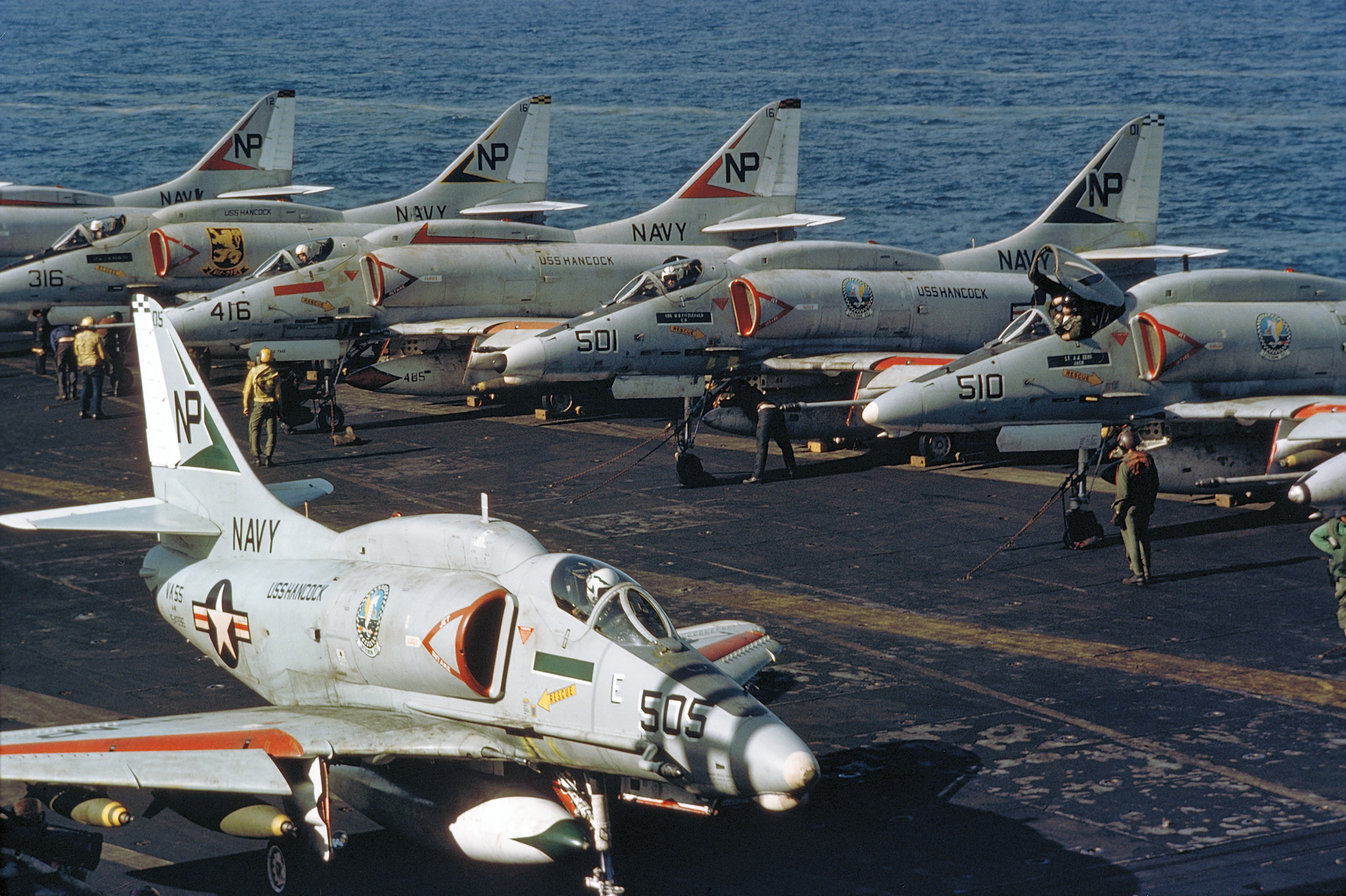
A-4F der Hancock 1972

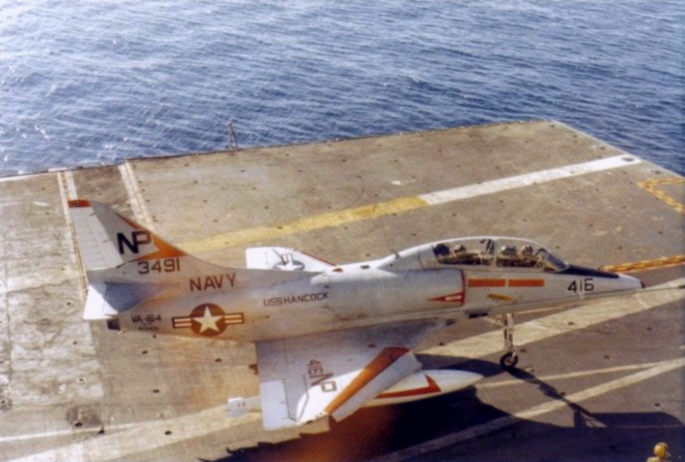
TA-4F der Staffel VA-164

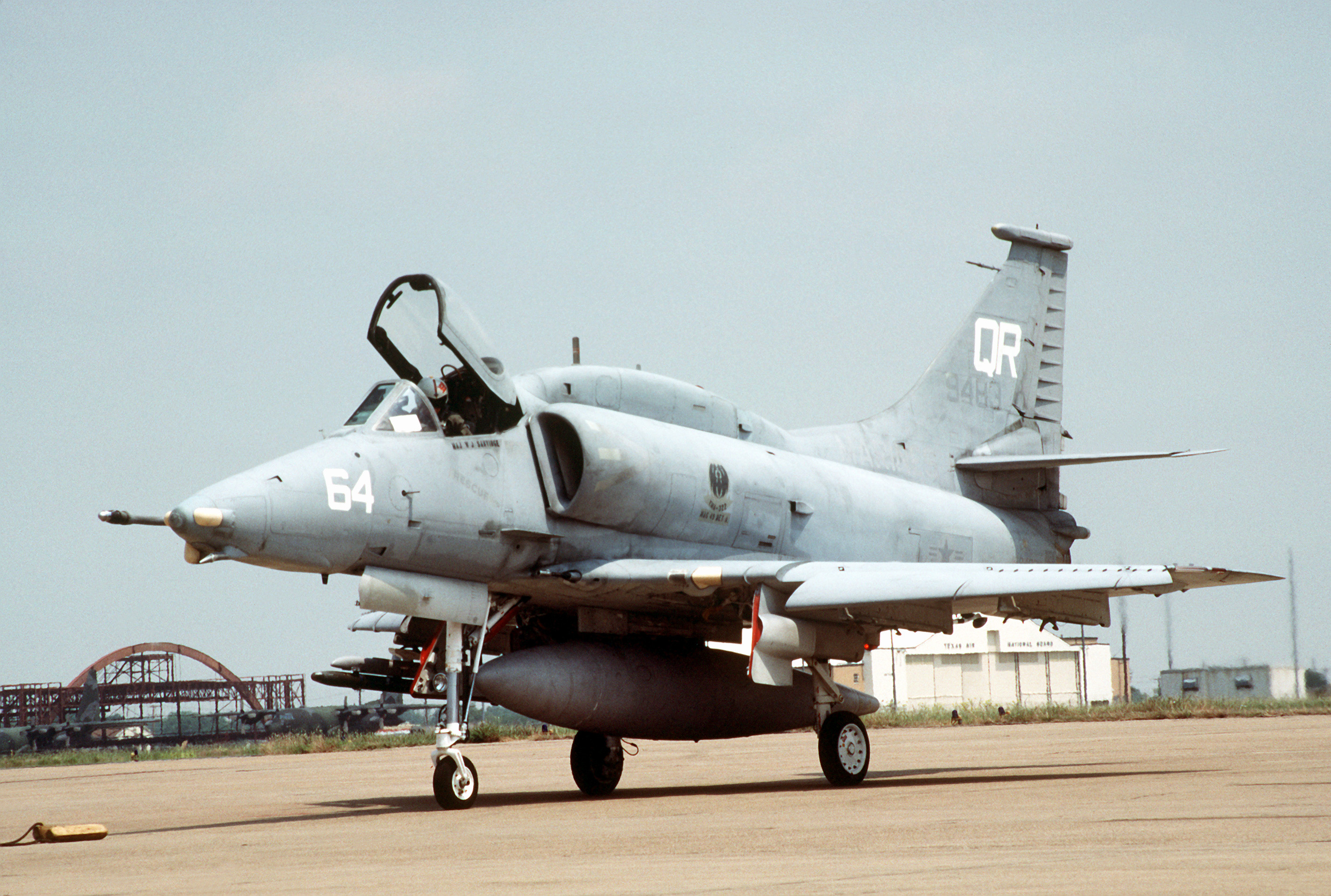
A-4M, VMA-322, 1988

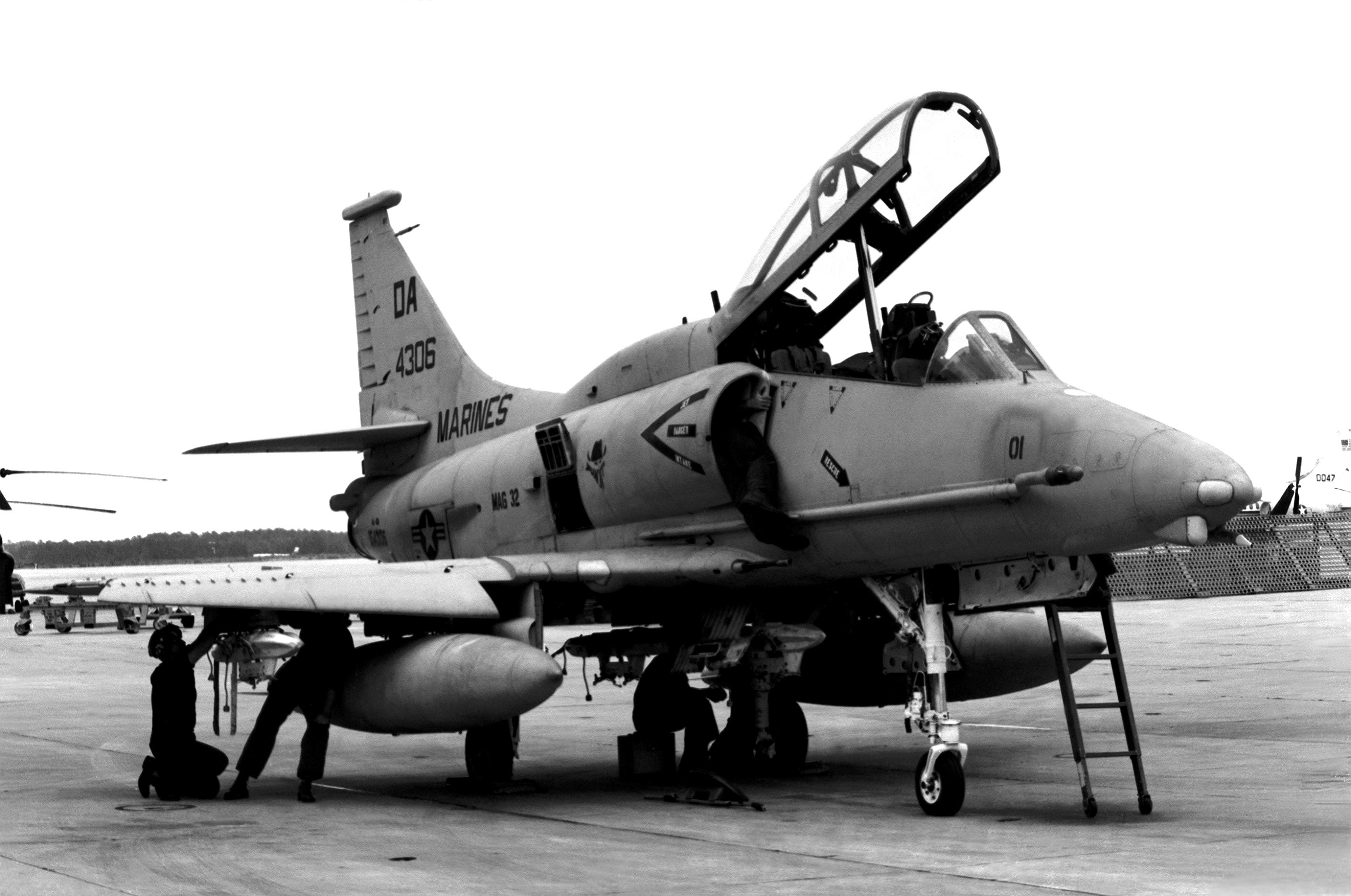
OA-4M des USMC 1990

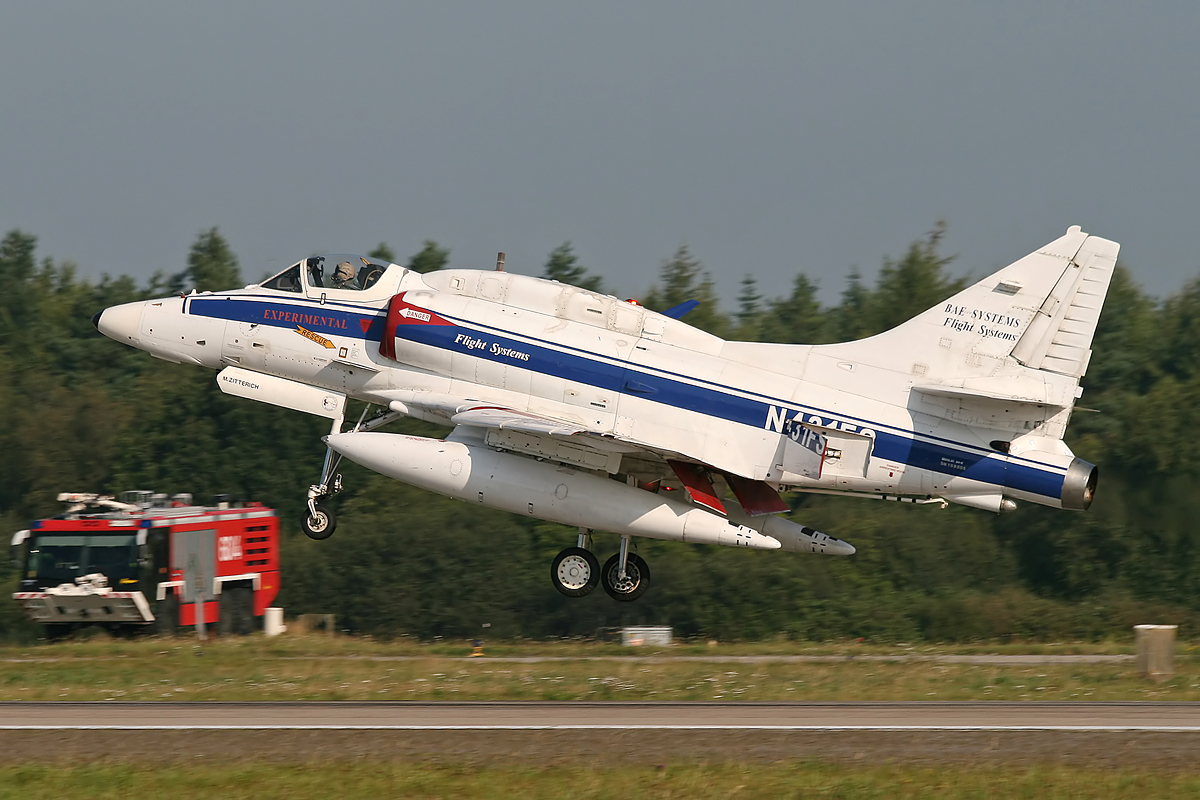
Eine A-4N der BAE-Systems im Einsatz als Zieldarsteller für das JG71 „Richthofen“ 2012

Argentinien flog die A-4P/Q von 1965 bis 1999 und seitdem die A-4AR. 1982 wurden die argentinischen Skyhawks im Falklandkrieg eingesetzt. Dabei gingen 19 A-4P und 3 A-4Q verloren. Ihrerseits versenkten die A-4P/Q den Zerstörer Coventry (D118), die Fregatten Antelope (F170) und Ardent (F184) sowie das Landungsschiff Sir Galahad (L3005). Die letzten A-4AR sollen noch bis 2018 betrieben werden.
Australien
Australien nutzte 16 A-4F/G und 4 TA-4F/G von 1967 bis 1982, die verbliebenen zehn Flugzeuge wurden an Neuseeland verkauft. Hier wurde die A-4K seit 1970 geflogen. Von 1985 bis 1989 wurden sie umfassend modernisiert und von 2001 bis 2004 außer Dienst gestellt.
Brasilien
Seit 1997 nutzt Brasilien die A-4. 20 A-4KU und 3 TA-4KU wurden von Kuwait gekauft. Sie werden nun als AF-1 und AF-1A bezeichnet und wurden um 2015 modernisiert. Sie sollen bis ca. 2025 im Einsatz bleiben. Sie wurden auf dem Flugzeugträger São Paulo eingesetzt, bis dieser im Jahr 2018 durch den neueren Flugzeugträger Atlântico ersetzt wurde.
Deutschland
Seit 2001 fliegen sechs zivile, ehemals israelische, A-4N vom Fliegerhorst Wittmund (Jagdgeschwader 71) aus als Zieldarstellungsflugzeuge für die Luftwaffe. Die Exemplare gehörten ursprünglich BAE Systems, die sie über E.I.S. Aircraft GmbH als Subunternehmen flog. Die zivilen Kennzeichen der A-4N waren N431FS, N432FS, N434FS und N437FS. Seit 2015 erbringt das kanadische Unternehmen Top Aces (ehemals DADS – Discovery Air Defence Services) für zunächst fünf Jahre diese Dienstleistung, ebenfalls mit im kanadischen Zivilregister registrierten eigenen A-4N.
Indonesien
Indonesien kaufte 1979 14 A-4E und 2 TA-4H von Israel, 1982 16 A-4E von den Vereinigten Staaten und 1999 2 TA-4J. Die Außerdienststellung erfolgte bis 2004.
Israel
Größter Nutzer nach den Vereinigten Staaten war Israel. Etwa 350 A-4H/N und TA-4H wurden von 1968 bis 1973 an Israel geliefert. Speziell die A-4N wurden laufend modernisiert. Seit Anfang der 1990er-Jahre wurden die TA-4H/A-4N nur noch zur Pilotenschulung vom Militärflugplatz Chazerim aus eingesetzt und von 2003 bis 2005 modernisierte RADA Electronic Industries Ltd. 50 Skyhawks mit Inertial Navigation System (INS), Head-Up-Display (HUD), Global Positioning System (GPS), Ring Laser Gyro (RLG) und Airborne Video Recorder. Die Außerdienststellung erfolgte im Dezember 2015.
Kuwait
Im zweiten Golfkrieg wurden mit der A-4KU unter kuwaitischer Flagge Einsätze geflogen. Sie waren dort von 1976 bis 1997 im Einsatz. Im Einsatz ging nur eine Skyhawk durch Abschuss und 12 weitere aus anderen Gründen verloren.
Malaysia
1982 kaufte Malaysia 40 A-4C/L von den Vereinigten Staaten (als A-4PTM bezeichnet = „peculiar to Malaysia“), die bis 1999 flogen.
Singapur
1972 kaufte Singapur 47 A-4B. Diese wurden von 1984 bis 1989 umfassend modernisiert, unter anderem mit dem F404-GE-100D-Triebwerk und als „A-4SU“ bezeichnet. 2007 erfolgte die Ausmusterung.
Vereinigte Staaten
Die Skyhawk wurde vor allem von der US Navy und dem US Marine Corps geflogen. Die USN setzte die A-4F aktiv bis 1975 ein.
Am 5. Dezember 1965 stürzte eine A-4E Skyhawk mit einer Atombombe vom Typ B43 von einem Aufzug der Ticonderoga ins Meer und versank in über 4.900 Metern Tiefe. Pilot, Bombe und Flugzeug wurden nie geborgen (Stand März 2010). Der Flugzeugträger befand sich 130 Kilometer östlich der japanischen Ryūkyū-Inseln auf dem Weg von Vietnam nach dem japanischen Yokosuka.
Während des Vietnamkriegs kam es vom 5. August 1964 bis zum letzten Fall am 6. September 1972 zu 356 Totalverlusten von A-4 Skyhawk (271 bei der United States Navy, 85 beim United States Marine Corps), davon mindestens 195 in Kampfeinsätzen.
Zuletzt flogen nur noch die Staffeln VA-55, VA-164 und VA-212 beim Trägergeschwader CVW-21 (Tailcode NP) auf der Hancock. Die Kunstflugstaffel Blue Angels flog die A-4F bis 1986. Die TA-4J wurden von den Trainingsstaffeln 1999 ausgemustert, letzter Nutzer war VT-7 auf NAS Meridian. Zur Feinddarstellung flog die Staffel VC-8 die TA-4J noch bis 2003. Das USMC flog die A-4M bis 1990 bei der Staffel VMA-211, die Marine Corps Reserve musterte die letzte Maschine 1994 bei VMA-131 aus.

## Varianten
XA4D-1Prototyp, BuNo. 137812
A-4A (bis 1962 A4D-1)165 gebaut, Triebwerk Wright J65-W-4 (Lizenz des Armstrong Siddeley „Sapphire“)
A-4B (A4D-2)542 gebaut, J65-W-16A, Luftbetankungsrohr, neues Seitenleitwerk
A-4C (A4D-2N)638 gebaut, J65-W-16A/-20, Radar in längerer Nase
A-4D (A4D-3)Vorschlag einer A-4B mit Pratt & Whitney J52-P-2-Triebwerk, nicht gebaut
A-4E (A4D-5)499 gebaut, J52-P-6A (dadurch 27 % mehr Reichweite), zwei weitere Unterflügelstationen
A-4F147 gebaut, 0-0-Schleudersitz, verbesserte Avionik (auch in „Höcker“ hinter dem Cockpit), letzte neue gebaute Version für die US Navy, Einsatz bis 1975
TA-4F241 gebaut, zweisitzige Trainerversion (ursprünglich TA-4E), J52-P-8A
EA-4FUmbau einiger TA-4F mit ECM als Feinddarstellungsflugzeuge (flogen bei Staffel VAQ-33)
A-4G8 gebaut, A-4E für Australien, Einsatz vom Flugzeugträger Melbourne
TA-4G2 gebaut, TA-4F für Australien
A-4H90 gebaut, A-4F für Israel, eckiges Heckleitwerk, 30-mm-DEFA-Kanonen
TA-4H25 gebaut, TA-4F/J für Israel, zweisitzige Trainerversion
TA-4J277 gebaut, zweisitzige Trainerversion ohne Kampfausrüstung der TA-4F
A-4K10 gebaut, A-4F für Neuseeland
TA-4K2 gebaut, TA-4F für Neuseeland
A-4KU30 gebaut, A-4M für Kuwait, 20 wurden an Brasilien verkauft und werden dort als AF-1 bezeichnet
TA-4KU6 gebaut, TA-4J für Kuwait (brasilianische TA-4KU: AF-1A)
A-4LUmbau von 100 A-4C mit J65-W-20, Avionik-Höcker, zwei zusätzliche Unterflügelstationen, flogen bei der Naval Reserve
A-4M158 gebaut, J52-P-408A, verbesserte Avionik, erhöhtes Cockpit, erhöhte Waffenzuladung, Bremsschirm (wurde nur vom US Marine Corps geflogen)
OA-4MUmbau von 23 TA-4F für das USMC, Avionik-Höcker, Hughes-ARBS-Bombenzielgerät
A-4N117 gebaut, modifizierte A-4M für Israel, 30-mm-DEFA-Kanonen
A-4P50 ex-A-4B für Argentinien (Luftwaffe)
A-4Q16 ex-A-4B für Argentinien (Marine, Einsatz vom Flugzeugträger „25 de Mayo“), J65-W-20
A-4AR32 A-4M, die Ende der 1990er-Jahre an Argentinien abgegeben wurden
A-4S98 ex-A-4B/C für Singapur, britische Avionik, 30-mm-Aden-Kanonen, zwei zusätzliche Unterflügelstationen, Umbau zur A-4SU
TA-4S9 ex-A-4B/C, Trainerversion analog A-4S, jedoch mit zwei getrennten Cockpits
A-4SUUmbau der A-4S mit General-Electric-F404-100D-Triebwerk, Head-Up-Display GEC-Marconi 4150 und Litton-LN-92-Avionik sowie der Möglichkeit, Luft-Boden-Flugkörper AGM-65 Maverick abzufeuern. 2005 wurden die Flugzeuge der Kampfstaffeln außer Dienst gestellt, 2007/08 folgten die der Trainingsstaffeln von Cazaux (Frankreich)

## Technische Daten

Dreiseitenriss

| Kenngröße              | Daten der Douglas A-4M                                   |
| ---------------------- | -------------------------------------------------------- |
| Länge                  | 12,27 m                                                  |
| Spannweite             | 8,38 m                                                   |
| Höhe                   | 4,57 m                                                   |
| Flügelfläche           | 24,16 m²                                                 |
| Flügelstreckung        | 2,9                                                      |
| Leermasse              | 4747 kg (A-4A = 3490 kg)                                 |
| max. Startmasse        | 11.113 kg (trägergestützt) / 12.427 kg (von Land)        |
| Triebwerk              | ein Strahltriebwerk Pratt & Whitney J52-408A mit 5080 kp |
| Höchstgeschwindigkeit  | 1105 km/h                                                |
| Dienstgipfelhöhe       | 14.600 m                                                 |
| Einsatzreichweite      | 1408 km                                                  |
| Überführungsreichweite | 3307 km                                                  |
| Rettungssystem         | Schleudersitz Douglas ESCAPAC IG-3                       |

## Bewaffnung
Bordkanonen in den Flügelwurzeln

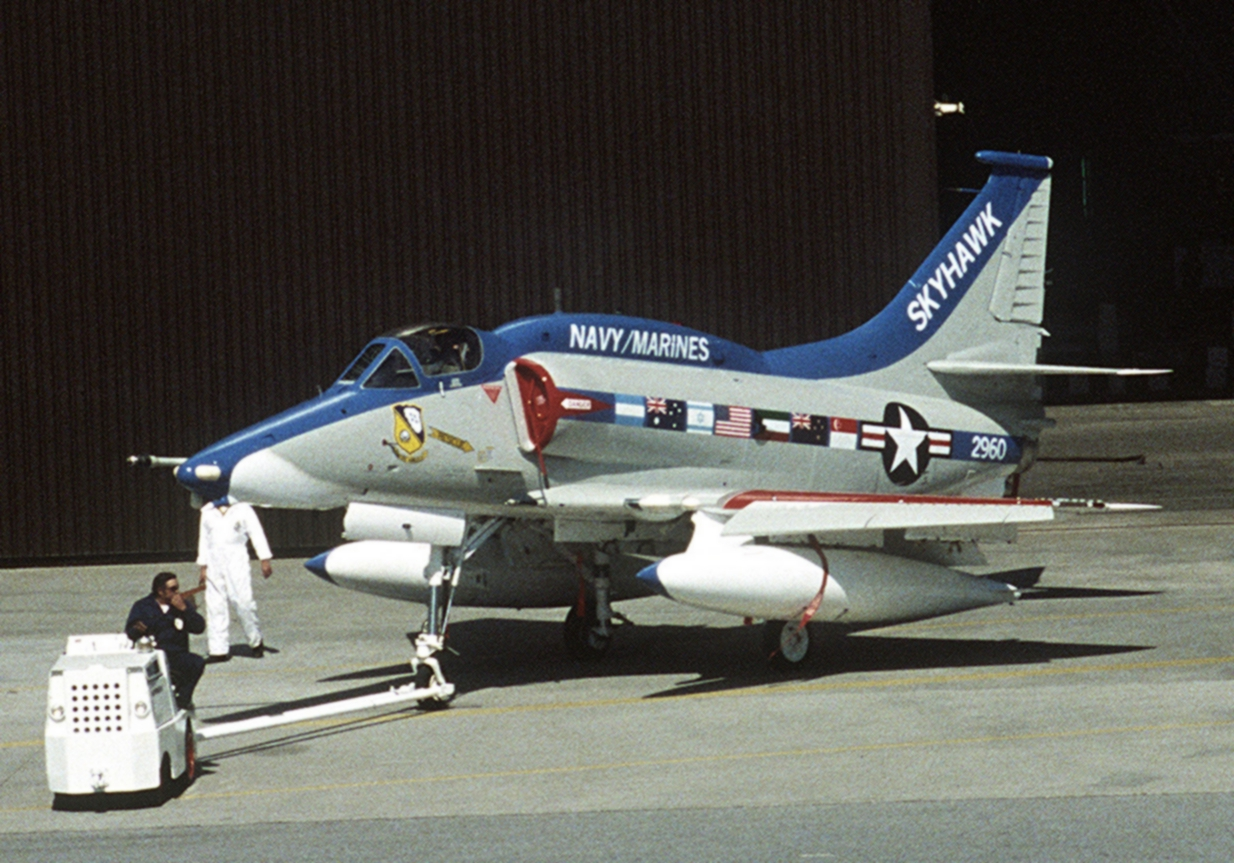
1979 wird die 2960. und letzte Skyhawk ausgeliefert

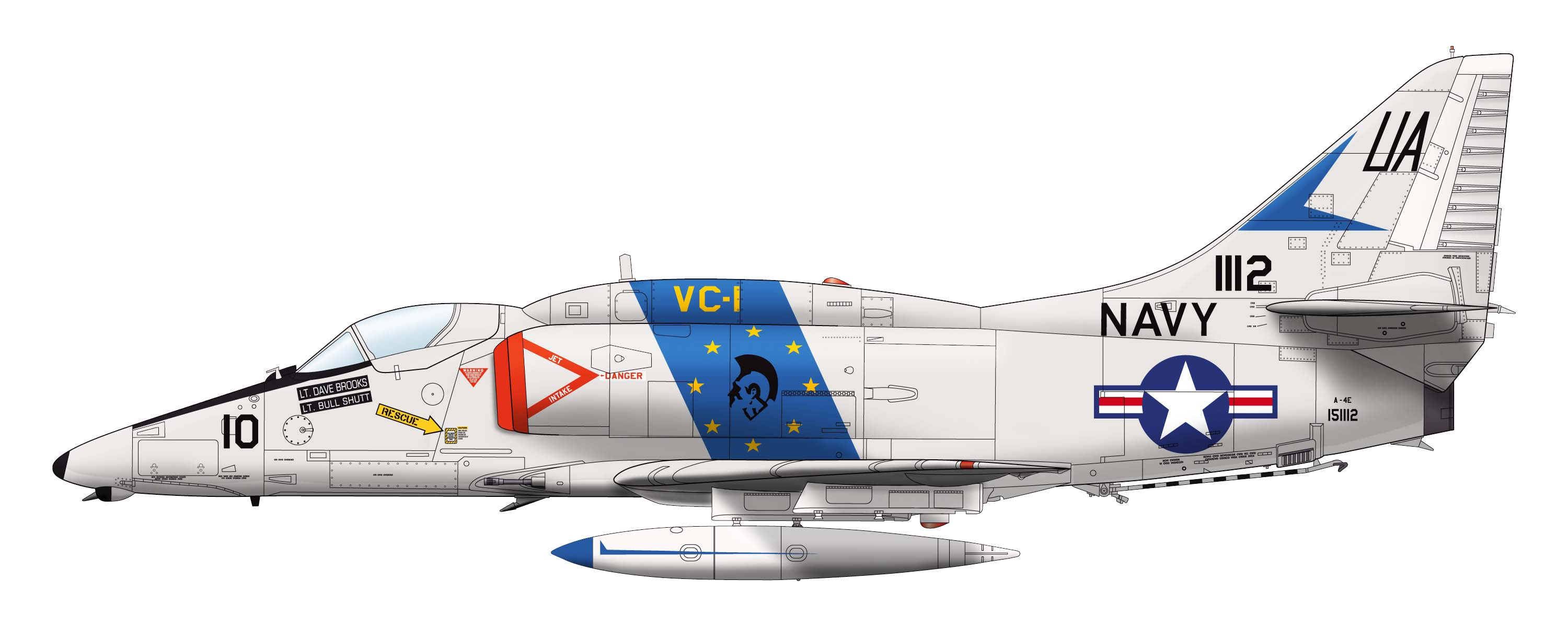
A-4E der Staffel VC-1

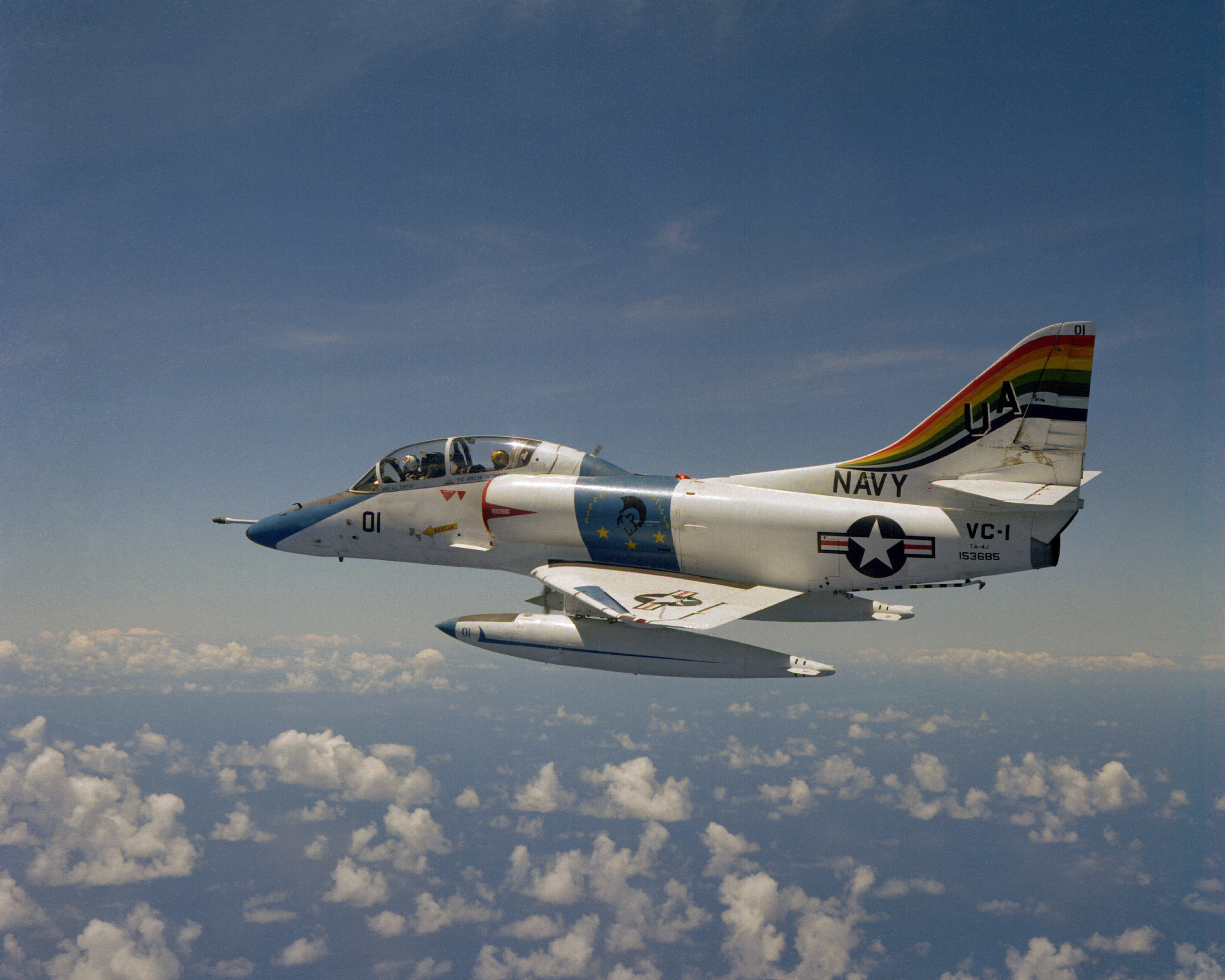
TA-4J der US Navy, 1976

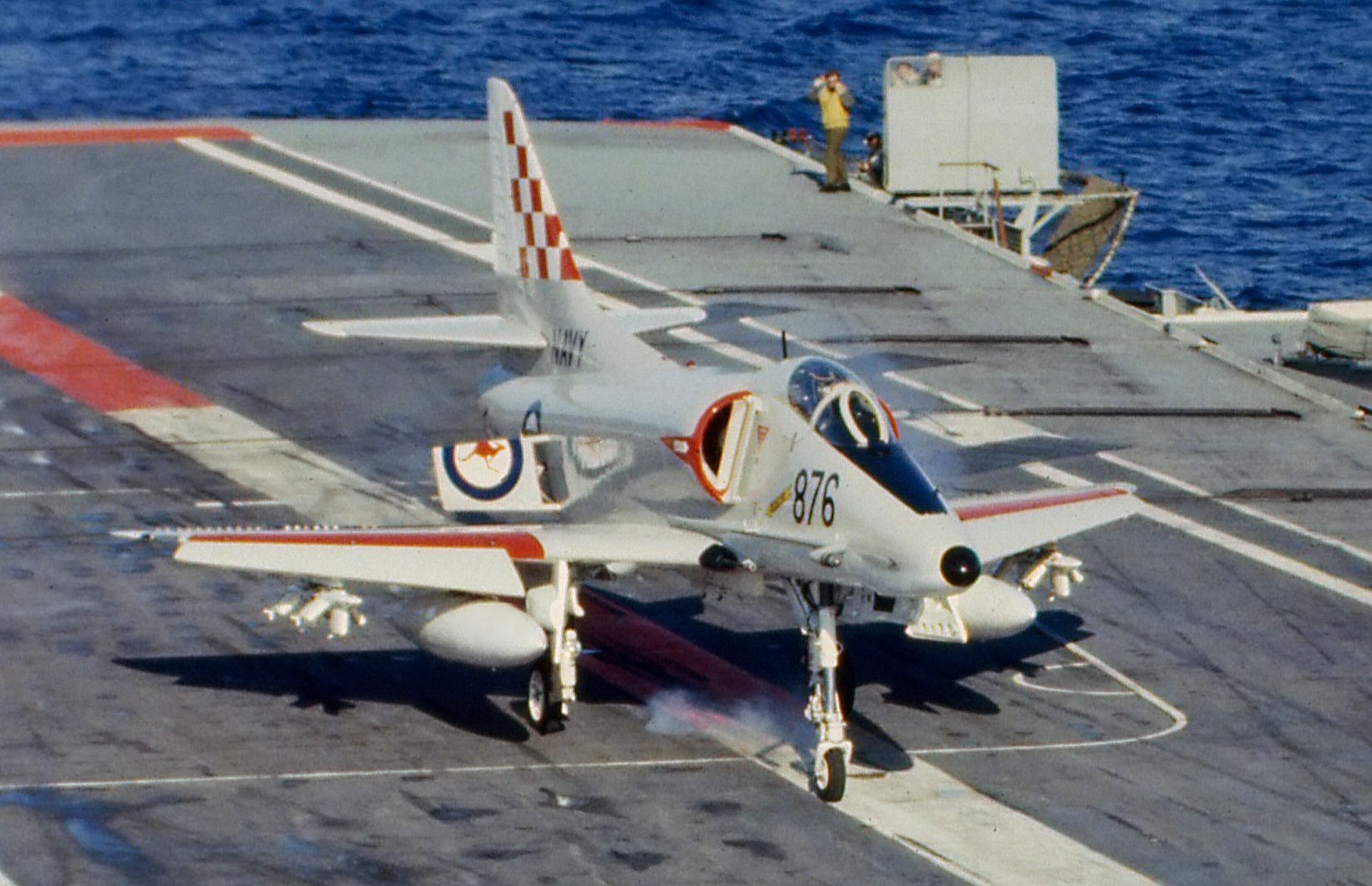
Australische A-4G, 1980

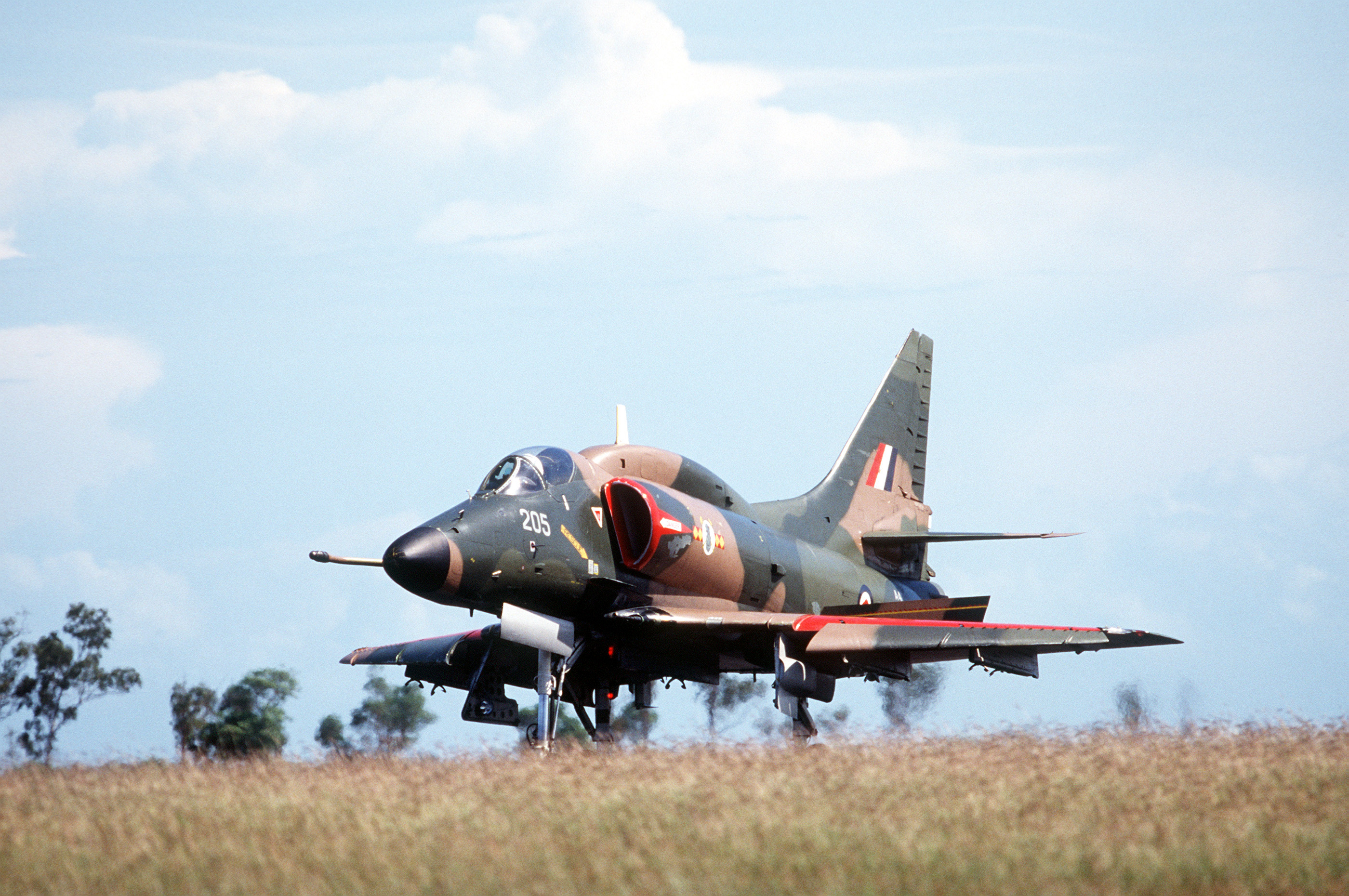
A-4K der RNZAF

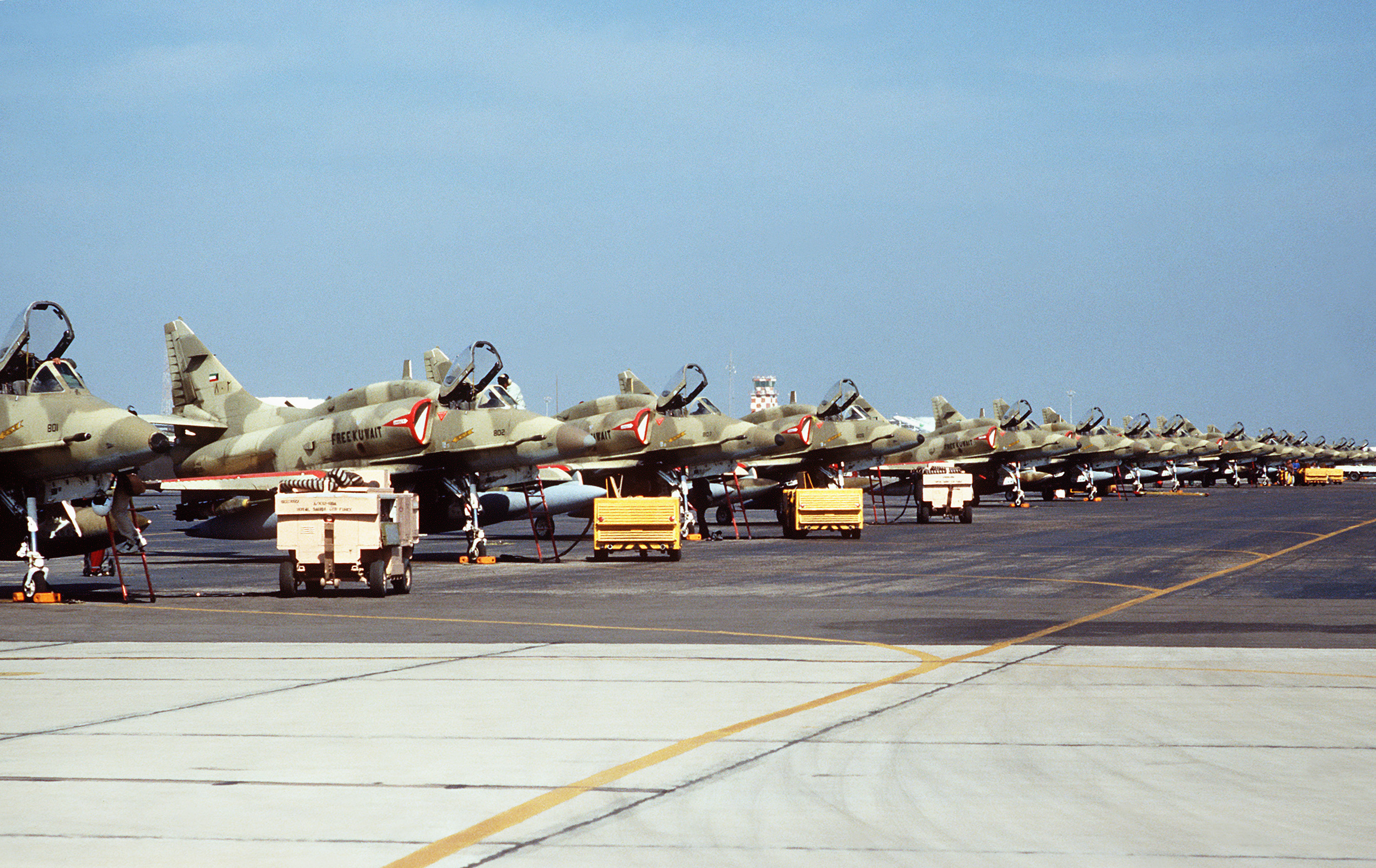
Kuwaitische A-4KU im Golfkrieg

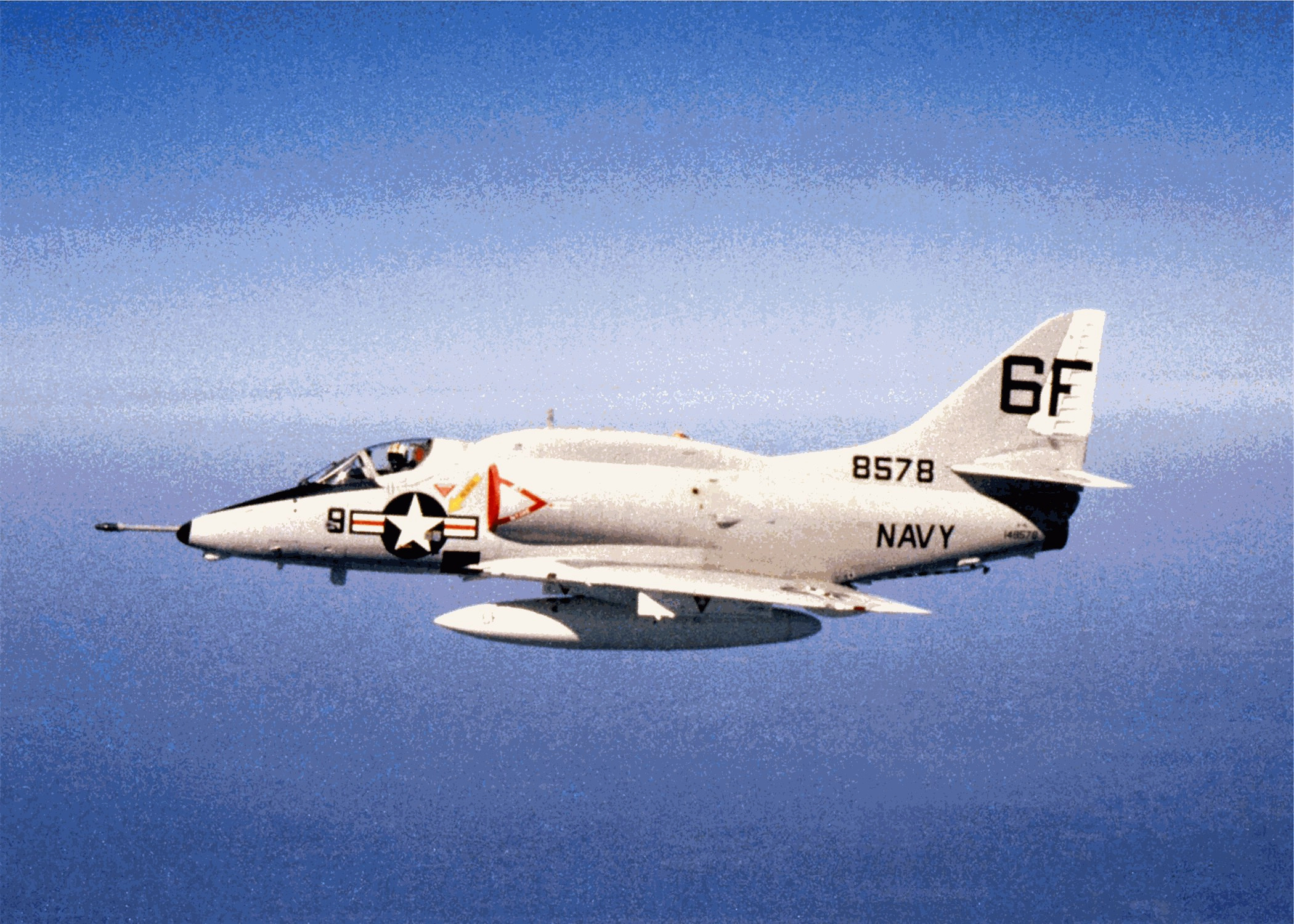
A-4L der Reservestaffel VA-203, 1970

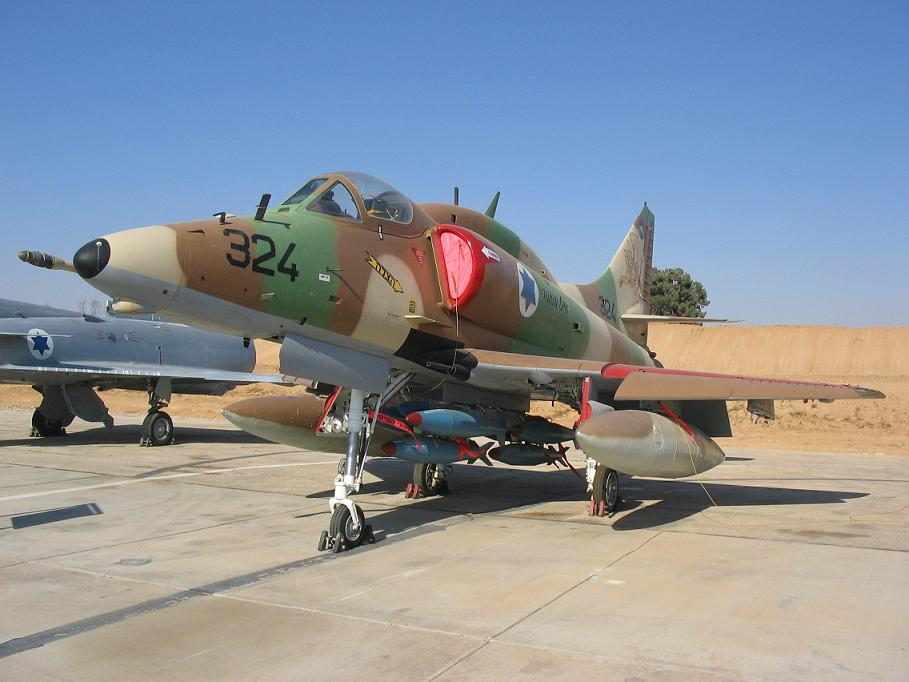
A-4N Israels

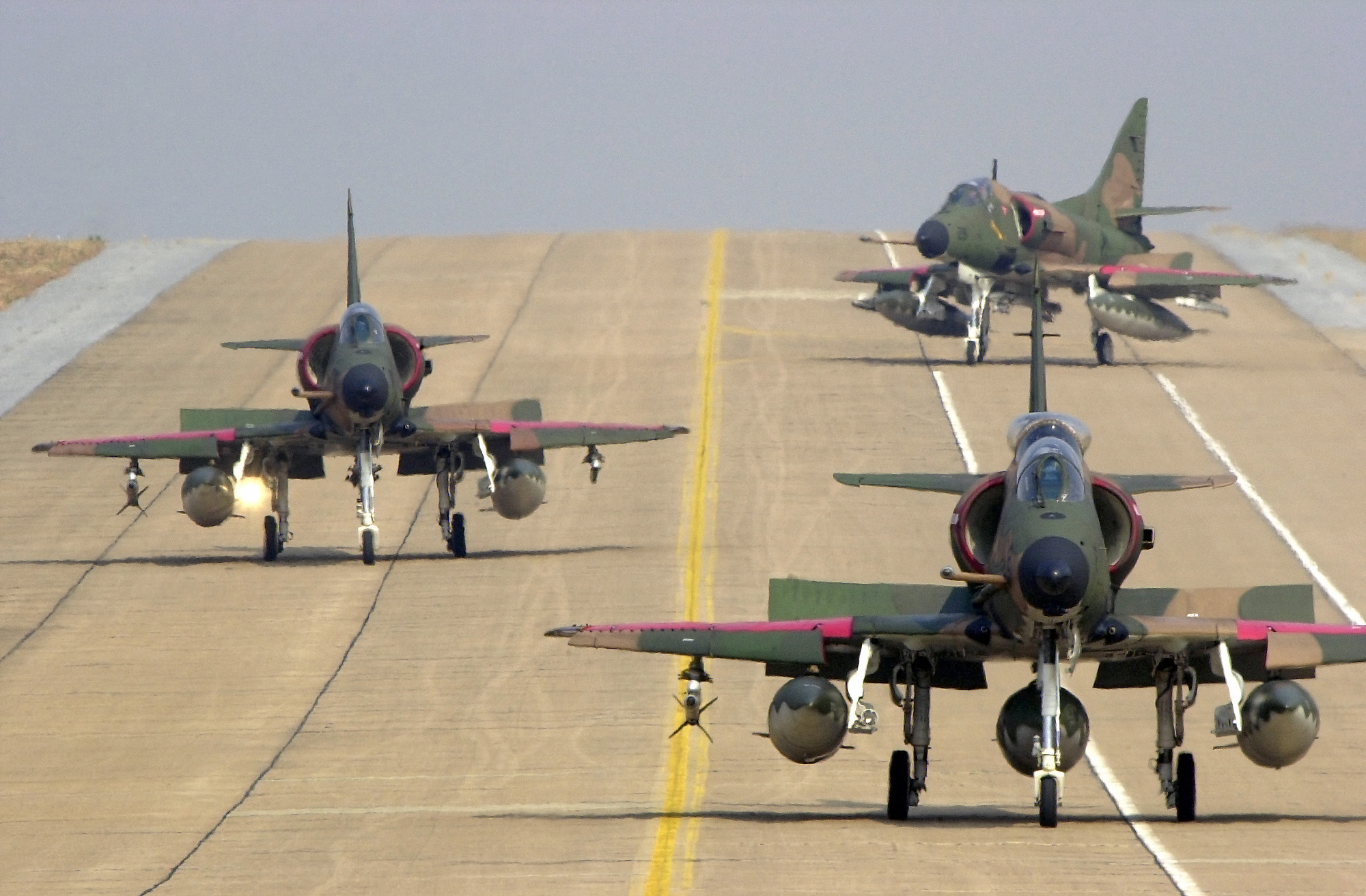
A-4SU aus Singapur

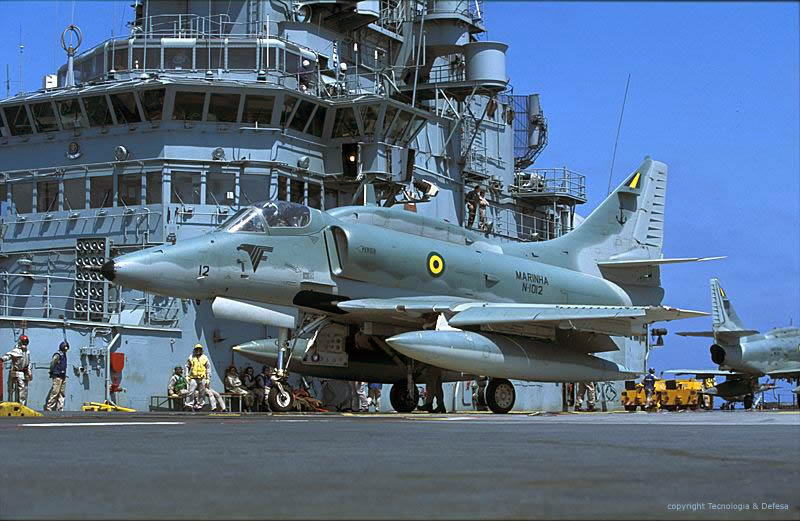
AF-1 auf der Sāo Paulo

- 2 × 20-mm-Maschinenkanonen Colt Mk.12 mit je 100 Schuss Munition (je 200 Schuss bei Variante A-4M)
- 2 × 30-mm-Revolvermaschinenkanonen DEFA 552 mit je 150 Schuss Munition (Varianten A-4H/N/SU)

An vier Unterflügelstationen (A-4A/B/C/Q/P zwei Unterflügelstationen) und einer Unterrumpfstationen für maximal 4.153 kg Kampfmittel
Luft-Luft-Lenkflugkörper
- 2 × LAU-7/A-Startschienen für je 1 × Ford AIM-9B „Sidewinder“ – infrarotgesteuert, selbstzielsuchend für Kurzstrecken

Luft-Boden-Lenkflugkörper
- 4 × LAU-117/A-Startschiene für je 1 × Raytheon AGM-65A/B/D/F/G „Maverick“ – Lenkflugkörper gegen Schiffe oder Panzer
- 4 × LAU-118-Starschienen für je 1 × Texas Instruments AGM-45A/B „Shrike“ – selbstzielsuchender Radarbekämpfungsflugkörper
- 5 × Martin Marietta AGM-12A/B/C „Bullpup“ – funkferngesteuerter Lenkflugkörper gegen Bodenziele

Ungelenkte Luft-Boden-Raketen
- 3 × BRU-42 TER (Triple Ejection Rack) mit je 3 × LAU-10D/A-Raketen-Rohrstartbehältern für je 4 × ungelenkte Zuni-Luft-Boden-Raketen (Kaliber 127 mm / 5 inch)
- 3 × BRU-42 TER (Triple Ejection Rack) mit je 3 × LAU-3/A-Raketen-Rohrstartbehältern für je 7 × ungelenkte FFAR-Luft-Boden-Raketen (Kaliber 70-mm-Raketen / 2,75 inch)

Gelenkte Bombe
- 2 × Martin Marietta AGM-62 „Walleye II“ (TV-gelenkte Gleitbombe mit Mk.84-Sprengkörper)

Ungelenkte Bomben (an bis zu drei Bombenträgergestellen BRU-42 TER)
- 9 × CBU-100 / Mk.20 „Rockeye II“ (222-kg-/490-lb-Anti-Panzer-Streubombe mit 247 Mk.118-Bomblets)
- 4 × Mk.7 „Rockeye“ (Splitterbombe)
- 12 × Mark 81 LDGP (Freifallbombe)
- 6 × Mark 82 LDGP (241-kg-/500-lb-Freifallbombe)
- 3 × M117 (372-kg-/820-lb-Freifallbombe)
- 5 × Mark 83 LDGP (454-kg-/1000-lb-Freifallbombe)
- 1 × Mark 84 LDGP (907-kg-/2000-lb-Freifallbombe)
- 2 × Mk. 79 (500-kg-Napalmbombe)
- 1 × 30-6-M2-Waffenträger mit 18 × Thomson-Brandt BAT-120 (34-kg-Splitterbombe)
- 1 × 30-6-M2-Waffenträger mit 18 × Thomson-Brandt BAP-100 (32,5-kg-Anti-Startbahn-Bombe)
- 1 × Mk 8 (taktische Nuklear-Freifallbombe)
- 1 × Mk 12 (taktische Nuklear-Freifallbombe)
- 1 × Mk 91 (taktische Nuklear-Freifallbombe)
- 1 × B28 (Nuklear-Freifallbombe)
- 1 × B43 (Nuklear-Freifallbombe)
- 1 × B57 (taktische Nuklear-Freifallbombe)
- 1 × B61-2/5 (taktische Nuklear-Freifallbombe)
- 4 × Mk 76 (Übungsbombe)

Zusatzbehälter
- 3 × Mk 4 (20-mm-Maschinenkanonen-Behälter mit 4000 Schuss Munition)
- 1 × Aero 14B-Sprühtank (Sprühtank für Chemikalien)
- 1 × abwerfbarer Zusatztank für 1487 Liter (400 U.S.-Gallonen) Kerosin
- 1 × Aero 1D abwerfbare Zusatztanks für 1115 Liter (300 U.S.-Gallonen) Kerosin
- 1 × Aero 1C abwerfbare Zusatztanks für 565 Liter (150 U.S.-Gallonen) Kerosin
- 1 × CNU-188/A-Gepäckcontainer
- 1 × LB-18A-Aufklärungsbehälter
- 1 × SUU-40-Leuchtfackelbehälter
- 1 × Luftbetankungsbehälter Douglas D-704 mit Korb und Schlauch

### Selbstverteidigung
Aktive Maßnahmen
- 2 × Tracor AN/ALE-29A-Täuschkörperwerfer mit je 30 Täuschkörpern (36 mm Durchmesser bspw. RR-129 Düppel-Patronen oder MJU-8/B-Hitzefackeln). Im Heck sind unterseitig die beiden Täuschkörperwerfer installiert.

Passive Maßnahmen
- 3 × Itek AN/APR-25-ESM-Gondeln mit je einem Radarwarnsensor
- 4 × Litton AN/ALR-45C(V)-ESM-Gondeln mit je einem Radarwarnsensor

## Betreiber-Luftwaffen
Bei Douglas wurden insgesamt 2960 Skyhawk-Serienflugzeuge in Long Beach, Kalifornien gefertigt. Die angegebenen Stückzahlen (soweit bekannt) beinhalten neu gelieferte, gebraucht gekaufte und umgebaute Maschinen.
- Argentinien (Fuerza Aérea Argentina):

127 (50 A-4P, 25 A-4C, 16 A-4Q, 36 A-4AR)
- Australien (Royal Australian Navy):

20 (16 A-4G, 4 TA-4G) 1967 8 A-4G und 2 TA-4G, 1971 8 A-4F und 2 TA-4F
- Brasilien (Marinha do Brasil):

23 (20 A-4KU, 3 TA-4KU)
- Indonesien (Indonesian Air Force (TNI AU)):

32 (30 A-4E/H, 2 TA-4H)
- Israel (Israelische Luftstreitkräfte):

278 (46 A-4E, 90 A-4H, 117 A-4N, 25 TA-4H)
- Kuwait (Kuwait Air Force):

36 (30 A-4KU, 6 TA-4KU)
- Malaysia (Malaysische Luftstreitkräfte):

88 (34 A-4PTM, 6 TA-4PTM, 48 A-4C, ? A-4H)
- Neuseeland (Royal New Zealand Air Force):

30 (18 A-4K, 2 TA-4K) 1984 8 A-4G, 2 TA-4G
- Singapur (Republic of Singapore Air Force):

133 (40 A-4S, 7 TA-4S, 86 A-4SU)
- Vereinigte Staaten

(United States Navy und United States Marine Corps):
2638 (166 A-4A, 542 A-4B, 638 A-4C, 499 A-4E, 147 A-4F, 100 A-4L, 158 A-4M, 23 OA-4M, 241 TA-4F, 247 TA-4J)

## Diverses
- Am 1. Mai 1967 gelang LtCdr Theodore Swartz mit seiner A-4C der Abschuss eines MiG-17-Jagdflugzeugs mit ungelenkten Zuni-Raketen – besonders ungewöhnlich war, dass die Zuni eine reine Luft-Boden-Rakete ist.[6]
- Im Spielfilm Der Anschlag wird eine A-4H „Achit“ mit einer Atombombe über Syrien (Golan-Höhen) abgeschossen.